# The Salmon Dance
«The Salmon Dance» es una canción de The Chemical Brothers, un dúo de música electrónica inglés. Se trata de la séptima pista de We Are the Night, su álbum de estudio de 2007. Cuenta con la voz de Fatlip y fue lanzado como el segundo sencillo del álbum el 10 de septiembre de 2007.
RIANZ de Nueva Zelanda, principalmente debido a las descargas y la difusión al aire. También alcanzó el puesto 27 en la lista de singles del Reino Unido y, a partir de 2017, sigue siendo su último éxito entre los 40 primeros en el Reino Unido. Su vídeo también fue nominado a un MTV Europe Music Award en 2007.
El video, dirigido por Dom y Nic, muestra a un niño, interpretado por el actor británico Rory Jennings) que mira su pecera, en donde viven Fatlip la Piraña, su amigo "Sammy el Salmón" (en realidad un pez ardilla), Puffa el pez globo, un pez león y varios otros peces tropicales, tales como los caballitos de mar, el pez mariposa, peces ángeles y espigas. Aparece en la tercera temporada, en el tercer episodio de la tercera temporada, "The Black Clock of Time" ("El reloj negro del tiempo"), de Bored to Death .
El sencillo alcanzó el número 10 en la lista de sencillos RIANZ de Nueva Zelanda, principalmente debido a descargas y la reproducción al aire. También alcanzó el número 27 en UK Singles Chart y, desde 2017, sigue siendo su último éxito entre los 40 primeros en el Reino Unido. Su video también fue nominado para un MTV Europe Music Awards en 2007.
- Datos: Q1996132